# 追進町
追進町（ついしんちょう）は、愛知県春日井市の地名。

## 地理
春日井市南西部に位置する。西は南花長町、南は御幸町、北は知多町に接する。

### 河川
- 新木津用水[1]
- 地蔵川[1]

## 歴史

### 町名の由来
1948年（昭和23年）の春日井市内の一斉町名制定に際して、従来の地名を元にした「新開町」を希望していたものの、市内の別地域から同案の新開町を出されていたため断念し、町内にあった施設の名称を元に「追進町」と命名した

### 人口の変遷
国勢調査による人口および世帯数の推移。
| 1995年（平成7年）  | 157世帯 478人  |  |
| 2000年（平成12年） | 171世帯 475人  |  |
| 2005年（平成17年） | 185世帯 491人  |  |
| 2010年（平成22年） | 243世帯 634人  |  |
| 2015年（平成27年） | 285世帯 744人  |  |
| 2020年（令和2年）  | 400世帯 1006人 |  |

### 沿革
- 1886年（明治19年） - 新木津用水の改修により、原野だった当地が開かれ、新開一から新開四となる[2]。第二次世界大戦中には農村青年訓練所追進農場となった[2]。
- 1948年（昭和23年） - 春日井市勝川の一部により、同市追進町が成立[2]。
- 1968年（昭和43年） - 一部が御幸町・勝川町に編入される[2]。
- 1978年（昭和53年） - 勝川町・知多町・味美知多町・惣中町との間で境界変更[2]。

## 交通
- 国道302号（名古屋環状2号線）[1]

### WEB
1. ↑  “愛知県春日井市の町丁・字一覧”.   人口統計ラボ. 2023年10月20日閲覧。
2. 1 2  総務省統計局 (2022年2月10日). “令和2年国勢調査の調査結果(e-Stat) - 男女別人口，外国人人口及び世帯数－町丁・字等” (CSV). 2023年8月2日閲覧。
3. ↑  “愛知県春日井市の郵便番号一覧”.   日本郵便. 2023年10月20日閲覧。
4. ↑  “市外局番の一覧” (PDF).   総務省 (2022年3月1日). 2022年3月22日閲覧。
5. ↑  春日井市教育委員会文化財課 (2017年12月7日). “郷土誌かすがい　第71号”.   春日井市. 2023年10月30日閲覧。
6. ↑  総務省統計局 (2014年3月28日). “平成7年国勢調査の調査結果(e-Stat) - 男女別人口及び世帯数 －町丁・字等” (CSV). 2021年7月20日閲覧。
7. ↑  総務省統計局 (2014年5月30日). “平成12年国勢調査の調査結果(e-Stat) - 男女別人口及び世帯数 －町丁・字等” (CSV). 2021年7月20日閲覧。
8. ↑  総務省統計局 (2014年6月27日). “平成17年国勢調査の調査結果(e-Stat) - 男女別人口及び世帯数 －町丁・字等” (CSV). 2021年7月21日閲覧。
9. ↑  総務省統計局 (2012年1月20日). “平成22年国勢調査の調査結果(e-Stat) - 男女別人口及び世帯数 －町丁・字等” (CSV). 2021年7月21日閲覧。
10. ↑  総務省統計局 (2017年1月27日). “平成27年国勢調査の調査結果(e-Stat) - 男女別人口及び世帯数 －町丁・字等” (CSV). 2021年7月21日閲覧。

### 書籍
1. 1 2 3 4 5  「角川日本地名大辞典」編纂委員会 1989, p. 1651.
2. 1 2 3 4 5  「角川日本地名大辞典」編纂委員会 1989, p. 840.